# الهيئة القومية للتأمين الاجتماعي (مصر)
الهيئة القومية للتأمين الاجتماعي هي هيئة تدير نظام التأمين الاجتماعي في جمهورية مصر العربية. ويعد مجلس إدارة الهيئة السلطة العليا المسؤولة على شؤونها وتصريف أمورها، ووضع السياسات اللازمة وتنفيذها لتحقيق أغراضها وأهدافها، كما أن للهيئة القومية للتأمين الاجتماعي الشخصية الاعتبارية، والموازنة المستقلة التي يتم إعدادها على نمط الوحدات الاقتصادية، ولها الاستقلال الفني والمالي والإداري، وتتبع وزارة التضامن الاجتماعي.

## التشريعات المنظمة

### التأمينات والمعاشات
- الأمر الصادر في 26 ديسمبر 1854 في شأن المعاشات.
- الأمر الصادر في 11 يناير 1871 في شأن المعاشات.
- الأمر الصادر في 29 يونيو 1887 في شأن المعاشات.[3]
- قانون رقم 5 لسنة 1909 في شأن المعاشات.[4]
  - التعديلات:
    - قانون رقم 91 لسنة 1960.[5]
    - قانون رقم 151 لسنة 1960.[6]
- قانون رقم 37 لسنة 1929 في شأن المعاشات.[7]
  - التعديلات:
    - قانون رقم 9 لسنة 1957.[8]
    - قانون رقم 151 لسنة 1960.[6]
- قانون رقم 39 لنسنة 1929 في شأن وضع قواعد لدفع احتياطي المعاش المتأخر على الموظفين الذين رخص لهم بحسبان مدد خدمتهم المؤقتة في المعاش.[9]
- قانون رقم 86 لسنة 1942 في شأن التأمين الإجباري عن حوادث العمل.[10]
- قانون رقم 111 لسنة 1951 في شأن عدم جواز توقيع الحجز على مرتبات الموظفين والمستخدمين أو معاشاتهم أو مكافآتهم أو حوالتها إلا في أحوال خاصة.[11]
- قانون رقم 27 لسنة 1954 في شأن تعديل لائحة التعاقد للعلماء المدرسين والعلماء الموظفين بالأزهر.[12]
- قانون رقم 58 لسنة 1957 في شأن منح مكافآت ومعاشات استثنائية.[13]
- قانون رقم 92 لسنة 1959 في شأن التأمينات الاجتماعية.[14]
  - التعديلات:
    - قانون رقم 21 لسنة 1960.[15]
    - قانون رقم 143 لسنة 1961.[16]
    - قانون رقم 155 لسنة 1961.[17]
    - قرار رئيس الجمهورية رقم 3294 لسنة 1962.[18]
    - قرار رئيس الجمهورية رقم 3295 لسنة 1962.[19]
    - قانون رقم 64 لسنة 1963.[20]
    - قانون رقم 38 لسنة 1964.[21]
    - قرار رئيس الجمهورية رقم 207 لسنة 1964.[22]
    - قانون رقم 41 لسنة 1981.[23]
- قانون رقم 250 لسنة 1959 في شأن حساب مدد العمل السابقة في المعاش.[24]
  - التعديلات:
    - قانون رقم 103 لسنة 1964.[25]
- قانون رقم 36 لسنة 1960 في شأن التأمين والمعاشات لموظفي الدولة المدنيين.[26]
  - التعديلات:
    - قانون رقم 136 لسنة 1960.[27]
    - قانون رقم 64 لسنة 1961.[28]
    - قرار رئيس الجمهورية رقم 670 لسنة 1962.[29]
- قانون رقم 37 لسنة 1960 في شأن التأمين والمعاشات لمستخدمي الدولة وعمالها الدائمين.[30]
- قانون رقم 1 لسنة 1962 في شأن صرف مرتب أو أجر أو معاش ثلاثة شهور عند وفاة الموظف أو المستخدم أو صاحب المعاش.[31]
- قانون رقم 77 لسنة 1962 في شأن عدم جواز الجمع بين مرتب الوظيفة في الشركات التي تساهم فيها الدولة وبين المعاش المستحق قبل التعيين فيها.[32]
- قانون رقم 50 لسنة 1963 في شأن التأمين والمعاشات لموظفي الدولة ومستخدميها وعمالها المدنيين.[33]
  - التعديلات:
    - قانون رقم 160 لسنة 1964.[34]
    - قانون رقم 44 لسنة 1966.[35]
    - قانون رقم 20 لسنة 1968.[36]
    - قرار رئيس الجمهورية رقم 601 لسنة 1964.[37]
    - قرار رئيس الجمهورية رقم 2035 لسنة 1969.[38]
    - قانون رقم 5 لسنة 1971.[39]
    - قانون رقم 93 لسنة 1971.[40]
    - قانون رقم 44 لسنة 1972.[41]
    - قانون رقم 34 لسنة 1973.[42]
    - قانون رقم 48 لسنة 1973.[43]
    - قانون رقم 44 لسنة 1974.[44]
    - قانون رقم 82 لسنة 1974.[45]
    - قانون رقم 87 لسنة 1974.[46]
- قانون رقم 33 لسنة 1964 في شأن منح معاشات للموظفين والمستخدمين الذين انتهت خدمتهم قبل أول أكتوبر سنة 1956 ولم يحصلوا على معاش.[47]
  - التعديلات:
    - قانون رقم 2 لسنة 1970.[48]
- قانون رقم 63 لسنة 1964 في شأن التأمينات الإجتماعية.[49]
  - التعديلات:
    - قرار رئيس الجمهورية رقم 3298 لسنة 1964.[50]
    - قرار رئيس الجمهورية رقم 3621 لسنة 1964.[51]
    - قانون رقم 44 لسنة 1966.[35]
    - قرار رئيس الجمهورية رقم 1585 لسنة 1967.[52]
    - قرار رئيس الجمهورية رقم 1175 لسنة 1968.[53]
    - قانون رقم 4 لسنة 1969.[54]
    - قانون رقم 40 لسنة 1970.[55]
    - قانون رقم 45 لسنة 1970.[56]
    - قانون رقم 63 لسنة 1971.[57]
    - قانون رقم 92 لسنة 1971.[58]
    - قانون رقم 44 لسنة 1972.[41]
    - قانون رقم 33 لسنة 1973.[59]
    - قانون رقم 39 لسنة 1973.[60]
    - قانون رقم 48 لسنة 1973.[43]
    - قانون رقم 56 لسنة 1973.[61]
    - قانون رقم 61 لسنة 1973.[62]
    - قانون رقم 35 لسنة 1974.[63]
    - قانون رقم 82 لسنة 1974.[45]
    - قانون رقم 88 لسنة 1974.[64]
    - قانون رقم 101 لسنة 1974.[65]
    - قانون رقم 41 لسنة 1981.[23]
- قانون رقم 71 لسنة 1964 في شأن منح معاشات ومكافآت استثنائية.[66]
  - التعديلات:
    - قانون رقم 13 لسنة 1974.[67]
    - قانون رقم 10 لسنة 1978.[68]
- قانون رقم 22 لسنة 1966 في شأن حساب مدد العمل السابقة في المعاش بالنسبة إلى أعضاء السلكين الدبلوماسي والقنصلي.[69]
- قرار رئيس الجمهورية رقم 185 لسنة 1968 في شأن قواعد الجمع بين المرتب أو المكافأة أو المعاش.
- قانون رقم 74 لسنة 1973 في شأن اشتراك العاملين المصريين الذين يعملون بعقود شخصية في الخارج في نظام التأمينات الاجتماعية.[70]
- قانون رقم 79 لسنة 1975 في شأن التأمين الاجتماعي:[71]
  - ألغي بموجبه:
    - الأمر الصادر في 26 ديسمبر 1854 في شأن المعاشات المدنية.
    - الأمر الصادر في 11 يناير 1871 في شأن المعاشات المدنية.
    - الأمر الصادر في 21 يونيو 1887 في شأن المعاشات المدنية.
    - القانون رقم 5 لسنة 1909 في شأن المعاشات المدنية.
    - القانون رقم 37 لسنة 1929 في شأن المعاشات المدنية.
    - لائحة صندوق المعاشات للمستخدمين الداخلين في هيئة العمال ببلدية الإسكندرية الصادرة سنة 1930.
    - القانون رقم 27 لسنة 1954.
    - القانون رقم 25 لسنة 1957.
    - القانون رقم 1 لسنة 1962.
    - القانون رقم 77 لسنة 1962.
    - القانون رقم 50 لسنة 1963.
    - القانون رقم 33 لسنة 1964.
    - القانون رقم 63 لسنة 1964.
    - القانون رقم 75 لسنة 1964.
    - قرار رئيس الجمهورية رقم 185 لسنة 1968.

  - أنشئ بموجبه:
    - الهيئة العامة للتأمين والمعاشات وتتولى إدارة صندوق التأمينات للعاملين بالجهاز الإداري للدولة وبالهيئات العامة.
    - الهيئة العامة للتأمينات الاجتماعية وتتولى إدارة صندوق التأمينات للعاملين بالمؤسسات العامة وبالوحدات الإقتصادية وبالقطاعين التعاوني والخاص.

  - التعديلات:
    - قانون رقم 25 لسنة 1977.[72]
    - قانون رقم 32 لسنة 1978.[73]
    - قانون رقم 93 لسنة 1980.[74]
    - قانون رقم 102 لسنة 1980.[75]
    - قانون رقم 41 لسنة 1981.[23]
    - قانون رقم 61 لسنة 1981.[76]
    - قانون رقم 77 لسنة 1981.[77]
    - قانون رقم 47 لسنة 1984.[78]
    - قانون رقم 110 لسنة 1985.[79]
    - قانون رقم 107 لسنة 1987.[80]
    - قانون رقم 113 لسنة 1987.[81]
    - قانون رقم 14 لسنة 1990.[82]
    - قانون رقم 1 لسنة 1991.[83]
    - قانون رقم 30 لسنة 1992.[84]
    - قانون رقم 204 لسنة 1994.[85]
    - قانون رقم 207 لسنة 1994: أنشئ بموجبه الهيئة القومية للتأمين الاجتماعي لتتولى إدارة صندوق التأمينات للعاملين بالجهاز الإداري للدولة وبالهيئات العامة وصندوق التأمينات للعاملين بالمؤسسات العامة وبالوحدات الإقتصادية وبالقطاعين التعاوني والخاص، وتحل محل الهيئة القومية للتأمين والمعاشات والهيئة القومية للتأمينات الاجتماعية.[86]
    - قانون رقم 12 لسنة 2000.[87]
    - قانون رقم 86 لسنة 2000.[88]
    - قانون رقم 91 لسنة 2003.[89]
    - قانون رقم 153 لسنة 2006.[90]
    - قانون رقم 130 لسنة 2009.[91]
    - قانون رقم 79 لسنة 2013.[92]
    - قانون رقم 118 لسنة 2014.[93]
    - قانون رقم 120 لسنة 2014.[94]
    - قانون رقم 117 لسنة 2015.[95]
    - قانون رقم 3 لسنة 2017.[96]
    - قانون رقم 160 لسنة 2018.[97]

  - أحكام عدم الدستورية:
    - القضية رقم 25 لسنة 8 قضائية دستورية.[98]
    - القضية رقم 34 لسنة 13 قضائية دستورية.[99]
    - القضية رقم 65 لسنة 30 قضائية دستورية.[100]
    - القضية رقم 9 لسنة 34 قضائية دستورية.[101]
    - القضية رقم 188 لسنة 35 قضائية دستورية.[102]
- قانون رقم 112 لسنة 1975 في شأن نظام التأمين الإجتماعي لفئات القوى العاملة التي لم تشملها قوانين المعاشات والتأمين الإجتماعي.[103]
- قانون رقم 108 لسنة 1976 في شأن التأمين الإجتماعي على أصحاب الأعمال ومن في حكمهم.[104]
  - التعديلات:
    - قانون رقم 61 لسنة 1981.[76]
    - قانون رقم 48 لسنة 1984.[105]
    - قرار رئيس الجمهورية رقم 449 لسنة 1988.[106]
    - قانون رقم 204 لسنة 1994.[85]
    - قانون رقم 19 لسنة 2001.[107]
    - قانون رقم 118 لسنة 2014.[93]
    - قانون رقم 120 لسنة 2014.[94]
    - قانون رقم 80 لسنة 2017.[108]
- قانون رقم 50 لسنة 1978 في شأن التأمين الإجتماعي على العاملين المصريين في الخارج.[109]
  - التعديلات:
    - قانون رقم 61 لسنة 1981.[76]
    - قانون رقم 33 لسنة 1984.[110]
    - قانون رقم 204 لسنة 1994.[85]
    - قانون رقم 19 لسنة 2001.[107]
    - قانون رقم 118 لسنة 2014.[93]
    - قانون رقم 80 لسنة 2017.[108]
- قانون رقم 64 لسنة 1980 في شأن أنظمة التأمين الإجتماعي الخاص البديلة.[111]
- قانون رقم 112 لسنة 1980 في شأن نظام التأمين الإجتماعي الشامل.[112]
  - ألغي بموجبه:
    - القانون رقم 112 لسنة 1975.

  - التعديلات:
    - قانون رقم 61 لسنة 1981.[76]
    - قانون رقم 16 لسنة 1991.[113]
    - قانون رقم 32 لسنة 1992.[114]
    - قانون رقم 176 لسنة 1993.[115]
    - قانون رقم 206 لسنة 1994.[116]
    - قانون رقم 26 لسنة 1995.[117]
    - قانون رقم 88 لسنة 1996.[118]
    - قانون رقم 85 لسنة 1997.[119]
    - قانون رقم 22 لسنة 1999.[120]

  - اللائحة التنفيذية:
    - قرار وزاري رقم 250 لسنة 1980.[121]
    - قرار وزاري رقم 55 لسنة 2015.[122]
- قرار رئيس الجمهورية رقم 62 لسنة 1986 في شأن القواعد التي تتبع في حالات الإنتقال بين أنظمة التأمين الإجتماعي.[123]

- قانون رقم 135 لسنة 2010 في شأن التأمينات الاجتماعية والمعاشات.[124]
  - التعديلات:
    - قانون رقم 2 لسنة 2012.[125]
    - قانون رقم 79 لسنة 2013 في شأن إلغاء القانون رقم 135 لسنة 2010.[92]

- قانون رقم 148 لسنة 2019 في شأن التأمينات الإجتماعية والمعاشات.[126]
  - التعديلات:
    - قانون رقم 18 لسنة 2023.[127]
    - قانون رقم 8 لسنة 2024.[128]

  - اللائحة التنفيذية:
    - قرار رئيس مجلس الوزراء رقم 2437 لسنة 2021.[129]
    - قرار رئيس مجلس الوزراء رقم 487 لسنة 2022.[130]

### استبدال المعاشات
- قانون رقم 38 لسنة 1929 في شأن استبدال المعاشات.[131]
  - التعديلات:
    - قانون رقم 32 لسنة 1933.[132]
    - قانون رقم 36 لسنة 1957.[133]
    - قانون رقم 44 لسنة 1966.[35]
    - قرار رئيس الجمهورية لسنة 1957.[134]
    - قانون رقم 57 لسنة 1976.[135]
- قرار رئيس الجمهورية رقم 2139 لسنة 1960 في شأن لائحة استبدال المعاشات.[136]
  -     - قرار رئيس الجمهورية رقم 1663 لسنة 1963 في شأن شروط وأوضاع استبدال المعاشات.[137]

### زيادة المعاشات
- قانون رقم 46 لسنة 1974.[138]
- قانون رقم 7 لسنة 1977.[139]
- قانون رقم 44 لسنة 1978.[140]
- قانون رقم 62 لسنة 1980.[141]
- قانون رقم 137 لسنة 1980.[142]
- قانون رقم 61 لسنة 1981.[76]
- قانون رقم 116 لسنة 1982.[143]
- قانون رقم 150 لسنة 1988.[144]
- قانون رقم 14 لسنة 1991.[145]
- قانون رقم 204 لسنة 1994.[85]
- قانون رقم 24 لسنة 1995.[146]
- قانون رقم 26 لسنة 1995.[117]
- قانون رقم 83 لسنة 1997.[147]
- قانون رقم 20 لسنة 1999.[148]
  - التعديلات:
    - قانون رقم 89 لسنة 2000.[149]
- قانون رقم 150 لسنة 2002.[150]
- قانون رقم 88 لسنة 2004.[151]
- قانون رقم 156 لسنة 2005.[152]
- قرار رئيس الجمهورية رقم 176 لسنة 2005.[153]
  - التعديلات:
    - قرار رئيس الجمهورية رقم 80 لسنة 2013.[154]
    - قرار رئيس الجمهورية رقم 122 لسنة 2013.[155]
- قرار رئيس الجمهورية رقم 160 لسنة 2006.[156]
  - التعديلات:
    - قرار رئيس الجمهورية رقم 433 لسنة 2013.[157]
- قرار رئيس الجمهورية رقم 147 لسنة 2009.[158]
- قرار رئيس الجمهورية رقم 127 لسنة 2010.[159]
- قانون رقم 81 لسنة 2012.[160]
- قرار رئيس المجلس الأعلى للقوات المسلحة رقم 110 لسنة 2012.[161]
- قرار رئيس الجمهورية رقم 704 لسنة 2013.[162]
- قانون رقم 80 لسنة 2017.[108]
- قانون رقم 99 لسنة 2018.[163]
- قانون رقم 9 لسنة 2024.[164]

### الصناديق
- لائحة صندوق المعاشات للمستخدمين الداخلين في هيئة العمال ببلدية الإسكندرية الصادرة سنة 1930.
- قانون رقم 316 لسنة 1952 في شأن إنشاء صندوق للتأمين وآخر للإدخار والمعاشات لموظفي الدولة المدنيين.[165]
  - التعديلات:
    - قانون رقم 632 لسنة 1953.[166]
    - قانون رقم 691 لسنة 1954.[167]
- قانون رقم 269 لسنة 1953 في شأن إنشاء صندوق للتأمين والإدخار والمعاشات لموظفي وزارة الأوقاف.[168]
- قانون رقم 381 لسنة 1955 في شأن إنشاء صندوق للتأمين وآخر للإدخار والمعاشات لموظفي المجالس البلدية ومجالس المديريات.[169]
- قانون رقم 394 لسنة 1956 في شان إنشاء صندوق للتأمين والمعاشات لموظفي الدولة المدنيين وآخر لموظفي الهيئات ذات الميزانيات المستقلة.[170][171]
  - التعديلات:
    - قانون رقم 160 لسنة 1957.[172]
- قانون رقم 11 لسنة 2004 في شأن إنشاء صندوق نظام تأمين الأسرة.[173]
  - التعديلات:
    - قانون رقم 113 لسنة 2015.[174]

### الإدارة
- قانون رقم 95 لسنة 1961 في شأن إعتبار مؤسسة التأمينات الإجتماعية مؤسسة عامة.[175]
- قرار رئيس الجمهورية رقم 694 لسنة 1961 في شأن تعديل اسم مصلحة التأمين والمعاشات إلى الهيئة العامة للتأمين والمعاشات.
- قرار رئيس الجمهورية رقم 272 لسنة 1962 في شأن الإذن لوزير الخزانة في استثمار أموال الهيئة العامة للتأمين والمعاشات.
- قرار رئيس الجمهورية رقم 2633 لسنة 1971 في شأن إنشاء المجلس الأعلى للتأمينات والتكافل الإجتماعي.[176]
- قرار رئيس الجمهورية رقم 3104 لسنة 1971 في شأن إنشاء الهيئة المصرية العامة للتأمين والعلاج الطبي.[177]
  - التعديلات:
    - قرار رئيس الجمهورية رقم 1927 لسنة 1974 في شأن إلغاء قرار رئيس الجمهورية رقم 3104 لسنة 1971.[178]

- قرار رئيس مجلس الوزراء رقم 2226 لسنة 1994 في شأن تشكيل مجلس إدارة الهيئة القومية للتامين الإجتماعي.
- قرار رئيس مجلس الوزراء رقم 892 لسنة 2011 في شأن ضم بعض السادة إلى عضوية مجلس إدارة الهيئة القومية للتأمين الإجتماعي.[179]
- قرار رئيس مجلس الوزراء رقم 1181 لسنة 2012 في شأن تشكيل مجلس إدارة الهيئة القومية للتامين الإجتماعي.[180]
- قرار رئيس الجمهورية رقم 392 لسنة 2020 في شأن تشكيل مجلس إدارة الهيئة القومية للتأمين الاجتماعي.[181]

## اختصاصات الهيئة
تختص الهيئة بتقديم جميع خدمات التأمين الاجتماعي للمؤمن عليهم وأصحاب المعاشات والمستحقين عنهم وعلى الأخص:
1. توفير الحماية الاجتماعية للقوى العاملة في مصر من خلال التأمين عليهم تحت مظلة التأمين الاجتماعي.
2. تحصيل الاشتراكات المقررة طبقاً لأحكام القانون.
3. الاستثمار الأمثل لفائض الأموال من خلال صندوق الاستثمار.
4. صرف الحقوق التأمينية في تأمين الشيخوخة والعجز والوفاة وإصابة العمل.
5. صرف تعويـض عن الأجر المستحق خلال فترات العجز الجزئي المؤقت نتيجة إصابة عمل أو نتيجة مرض ونفقات الانتقال لجهة العلاج وذلك بالنسبة للمؤمن عليهم العاملين بالقطاع الخاص.
6. صرف تعويض البطالة المستحق خلال فترات التعطل عن العمل.